# Clayton (Town, Crawford County)
Die Town of Clayton ist eine von elf Towns im Crawford County im US-amerikanischen Bundesstaat Wisconsin. Im Jahr 2010 hatte die Town of Clayton 958 Einwohner.
Town hat in Wisconsin eine grundlegend andere Bedeutung, als im übrigen englischsprachigen Bereich. Vielmehr entspricht sie den in den anderen US-Bundesstaaten üblichen Townships, die nach dem County die nächstkleinere Verwaltungseinheit bilden.

## Geografie
Die Town of Clayton liegt im Südwesten Wisconsins. Im Nordosten wird die Town vom Kickapoo River durchflossen, einem rechten Nebenfluss des in den Mississippi mündenden Wisconsin River. Der Schnittpunkt der drei Bundesstaaten Wisconsin, Iowa und Minnesota liegt rund 50 km westnordwestlich.
Die geografischen Koordinaten des Zentrums der Town of Clayton sind 43°22′10″ nördlicher Breite und 90°44′44″ westlicher Länge. Sie erstreckt sich über eine Fläche von 179,3 km². Im Nordwesten wird die selbstständige Gemeinde Soldiers Grove vollständig von der Town umschlossen, ohne dieser anzugehören. Im Südwesten der Town grenzen die selbstständige Gemeinden Gays Mills und Bell Center an.
Die Town of Clayton liegt im äußersten Nordosten des Crawford County und grenzt an folgende Nachbartowns:
| Town of Franklin (Vernon County)                           | Town of Kickapoo (Vernon County)            | Town of Sylvan (Richland County)   |
| Town of Utica                                              | Kompassrose, die auf Nachbargemeinden zeigt | Town of Akan (Richland County)     |
| Village of Gays Mills Village of Bell Center Town of Haney | Town of Scott                               | Town of Richwood (Richland County) |

## Verkehr
Durch die Town führt in Nord-Süd-Richtung der U.S. Highway 61, der in Soldiers Grove auf den Wisconsin State Highway 131 trifft. Durch den Süden der Town verläuft in West-Ost-Richtung der Wisconsin State Highway 171, der im südlichen Zentrum den US 61 kreuzt. Daneben führen noch die County Highways C, H und X durch das Gebiet der Town of Clayton. Alle weiteren Straßen sind untergeordnete Landstraßen sowie teils unbefestigte Fahrwege.
Mit dem Prairie du Chien Municipal Airport befindet sich rund 60 südwestlich ein kleiner Flugplatz. Die nächsten Verkehrsflughäfen sind der Dubuque Regional Airport in Iowa (rund 120 km südlich), der La Crosse Regional Airport (rund 90 km nordwestlich) und der Dane County Regional Airport in Wisconsins Hauptstadt Madison (rund 140 km östlich).

## Bevölkerung
Nach der Volkszählung im Jahr 2010 lebten in der Town of Clayton 958 Menschen in 389 Haushalten. Die Bevölkerungsdichte betrug 5,3 Einwohner pro Quadratkilometer. In den 389 Haushalten lebten statistisch je 2,46 Personen.
Ethnisch betrachtet setzte sich die Bevölkerung zusammen aus 98,5 Prozent Weißen, 0,1 Prozent (eine Person) Afroamerikanern, 0,1 Prozent amerikanischen Ureinwohnern sowie 0,4 Prozent aus anderen ethnischen Gruppen; 0,8 Prozent stammten von zwei oder mehr Ethnien ab. Unabhängig von der ethnischen Zugehörigkeit waren 1,8 Prozent der Bevölkerung spanischer oder lateinamerikanischer Abstammung.
23,9 Prozent der Bevölkerung waren unter 18 Jahre alt, 59,9 Prozent waren zwischen 18 und 64 und 16,2 Prozent waren 65 Jahre oder älter. 49,9 Prozent der Bevölkerung war weiblich.
Das mittlere jährliche Einkommen eines Haushalts lag bei 42.604 USD. Das Pro-Kopf-Einkommen betrug 22.762 USD. 14,0 Prozent der Einwohner lebten unterhalb der Armutsgrenze.

## Ortschaften in der Town of Clayton
Neben Streubesiedlung existieren in der Town of Clayton noch folgende gemeindefreie Siedlungen:
- Montgomeryville
- North Clayton
- Rolling Ground